# Sitnik
Sitnik je naseljeno mjesto u općini Konjic, Federacija Bosne i Hercegovine, BiH.
Selo se nalazi jugoistočno od Konjica, u kanjonu Neretve, nad desnom obalom ove rijeke.

## Stanovništvo

### 1991.
Nacionalni sastav stanovništva 1991. godine, bio je sljedeći:
ukupno: 30
- Srbi – 30

### 2013.
Nacionalni sastav stanovništva 2013. godine, bio je sljedeći:
ukupno: 5
- Bošnjaci – 5

## Vanjske poveznice
- Satelitska snimka  Arhivirana inačica izvorne stranice od 20. ožujka 2021. (Wayback Machine)